# مارك ديغريس
مارك ديغريس (مواليد 4 سبتمبر 1965) هو لاعب كرة قدم. يلعب مع منتخب بلجيكا لكرة القدم. سبق له أن لعب في كأس العالم لكرة القدم مع منتخب بلاده.

## مسيرته الكروية
لعب مارك ديغريس خلال مسيرته الاحترافية مع 6 أندية في تسعة عشر موسمًا وسجل خلالها 210 هدف ضمن 541 مباراة. حيث فاز في موسمين بالكأس وفي ستة مواسم بالدوري.
خاض مارك ديغريس مسيرته مع نادي كلوب بروج في موسم 1983–84 ليلعب معه ستة مواسم، مشاركًا في 181 مباراة سجل خلالها 96 هدفًا. ثم انتقل إلى نادي رويال أندرلخت في موسم 1989–90 ليلعب معه ستة مواسم، حيث شارك في 170 مباراة سجل خلالها 66 هدفًا. لينتقل بعدها إلى نادي شيفيلد وينزداي في موسم 1995–96 لمدة موسم واحد، مشاركًا في 34 مباراة سجل خلالها 8 أهداف. ثم انتقل إلى نادي آيندهوفن في موسم 1996–97 ولمدة موسمين، مشاركًا في 31 مباراة سجل خلالها 4 أهداف. هذا وانتقل لاحقًا إلى نادي غينت في موسم 1998–99 لمدة موسم واحد، مشاركًا في 29 مباراة سجل خلالها 10 أهداف. ثم انتقل بعدها إلى نادي بيرسخوت إيه سي في موسم 1999–00 واستمر معه طيلة ثلاثة مواسم، مشاركًا في 96 مباراة سجل خلالها 26 هدفًا.

## روابط خارجية
- مارك ديغريس على موقع الاتحاد الدولي (مؤرشف)  (الإنجليزية)
- مارك ديغريس على موقع الاتحاد الأوربي (الإنجليزية)
- مارك ديغريس على موقع الاتحاد البلجيكي (الإنجليزية)
- مارك ديغريس على موقع قاعدة بيانات كرة القدم.إي يو (الإنجليزية)
- مارك ديغريس على موقع ناشيونال فوتبول تيمز (الإنجليزية)
- مارك ديغريس على موقع Soccerbase.com (لاعب) (الإنجليزية)
- مارك ديغريس على موقع Soccerway.com (الإنجليزية)
- مارك ديغريس على موقع عالم كرة القدم.نت (الإنجليزية)